# Arc 2000
Arc 2000 is een skidorp in het Franse wintersportgebied Les Arcs, deel van Paradiski. Het bevindt zich op het grondgebied van de gemeente Bourg-Saint-Maurice in het departement Savoie. Arc 2000 ligt op circa 2130 meter boven het zeeniveau op de oostelijke flank van een hangende vallei onder de Aiguille Rouge. Zo'n 50 meter onder het dorp ligt Arc 1950, waarmee het verbonden is door een gratis gondelbaan.
Arc 2000 opende in 1979 als derde skioord in Les Arcs, na Arc 1600 in 1968 en Arc 1800 in 1974. Het werd uitgetekend door architecte Charlotte Perriand met de betrokkenheid van Jean Prouvé, Reiko Hayama en anderen. Voor de Olympische Winterspelen 1992, die plaatsgrepen in Albertville, werd de demonstratiesport speedskiën georganiseerd in Arc 2000. Doorheen de jaren is het dorp verder gegroeid, waarbij niet langer in de kenmerkende modernistische stijl werd gebouwd, maar meer in chaletstijl. Arc 2000 telt zo'n 6500 bedden.